# Pedro Gómez Maraver
Pedro Gómez Maraver (Granada, Corona de Castilla, ¿?-Ciudad de México, Nueva España, 1551) fue un eclesiástico católico castellano, primer obispo de Guadalajara.

## Biografía
Poco después de llegar a Nueva España como deán de Oaxaca, participó en la campaña de represión contra los indios sublevados en Chimalhuacán en 1541.
Al estar vinculado por lazos de amistad con el virrey Antonio de Mendoza,fue propuesto para obispo de Nueva Galicia por el rey Carlos V, quien pidió al papa Paulo III erigir el obispado de Guadalajara.
La bula −Super specula militantes Ecclesiae− fue concedida el 13 de julio de 1548 y Maraver fue consagrado en la ciudad de Puebla el 7 de marzo de 1550. A pesar de que la bula establecía que la sede episcopal fuera Compostela, y que así lo quería el cabildo de Nueva Galicia, al estar casi despoblada, Maraver insistió en fundar la catedral en Guadalajara, localidad que tenía mejores condiciones urbanas. Esta desobediencia, que se sumó a otras disputas por los límites de las diócesis, provocó una controversia con Vasco de Quiroga, obispo de Michoacán. La cuestión se resolvió hasta después de la muerte de Maraver, cuando la sede fue ratificada por el papa Pío IV el 31 de agosto de 1560.
A pesar de que tenía ciertos conocimientos del nahuatl, se opuso a que la doctrina se impartiera en cualquier lengua distinta al castellano.
Durante su corto episcopado se instaló en Guadalajara la Santa Inquisición y se fundaron varias parroquias −entre ellas la de Zacatecas−. En 1551 el caxcán rebelde Francisco Tenamaztle, quien había liderado la guerra del Mixtón, decidió deponer sus armas ante los franciscanos, y, tras haber sido bautizado, se presentó ante Gómez de Maraver, quien decidió ayudarlo en su defensa. El 7 de marzo de 1551, justo un año después de haber sido consagrado, el obispo envió una carta a Carlos V para informar que Tenamaztle, junto con otros rebeldes había sido finalmente reducido. Gómez de Maraver viajó a la Ciudad de México con Tenamaztle, lugar en donde murió inesperadamente el 28 de diciembre de 1551.